# José Canó
Joselito Canó Soriano (né le 7 mars 1962 à Boca del Soco, San Pedro de Macorís, République dominicaine) est un lanceur droitier qui joue dans les Ligues majeures de baseball en 1989. Il est le père du joueur étoile Robinson Canó.

## Carrière
José Canó signe son premier contrat professionnel en 1980 avec les Yankees de New York. Après avoir joué en ligues mineures pour des équipes affiliées aux Yankees, aux Braves d'Atlanta et aux Astros de Houston de 1980 à 1989, il fait ses débuts dans le baseball majeur avec le club de Houston le 28 août 1989.
Canó joue six parties pour Houston en 1989, trois comme lanceur partant et trois comme lanceur de relève. Sa moyenne de points mérités est de 5,09 en 23 manches lancées. Il remporte une victoire, contre une défaite. Il remporte sa première victoire le 30 septembre comme lanceur partant alors qu'il lance un match complet contre les Reds de Cincinnati. C'est aussi son dernier match en carrière dans les majeures.
Canó joue par la suite en Ligue mexicaine de baseball pour les Diablos Rojos del México (1991), le club Los Rieleros à Aguascalientes (1992, 1994-1995) et les Leones de Yucatán (1996-1998).
Le 11 juillet 2011, il sert de lanceur à son fils Robinson Canó, qui remporte le concours de coups de circuit présenté avant le match des étoiles 2011 de la Ligue majeure de baseball.